# Fontaine-Étoupefour
Fontaine-Étoupefour é uma comuna francesa na região administrativa da Normandia, no departamento Calvados. Estende-se por uma área de 5,08 km². Em 2010 a comuna tinha 2 578 habitantes (densidade: 507,5 hab./km²).